# Раджан, Чхота
Чхота Раджан (англ. Chhota Rajan; 5 декабря 1959, Бомбей) — индийский криминальный авторитет, возглавлявший крупную организованную преступную группу в Мумбаи. В настоящее время отбывает пожизненное заключение в тюрьме Талоджа в Нави-Мумбаи.

## Криминальная карьера
Чхота Раджан родился 5 декабря 1959 года в небогатой буддийской семье маратхов в районе Чембур, Мумбаи, штат Махараштра. Начинал свой трудовой путь работая продавцом билетов в кино, а также совершал мелкие преступления в Чембуре. Опытный бандит Бада Раджан обучил Чхоту Раджана продаже билетов мимо кассы в кинотеатре Сахакар в 1980-х годах.
В конце 1980-х годов обострилось противостояние группировок Аруна Гавли и Давуда Ибрагима. В 1989 году Чхота Раджан прибыл в Дубай в качестве правой рукой Давуда Ибрагима, а в 1993 году порвал с ним отношения и сформировал свою собственную ОПГ, которая начала войну с группировкой D-Company. Чхота Раджан находился в международном розыске по обвинениям в причастности к вымогательствах, убийствах (17 эпизодов), контрабанде и незаконном обороте наркотиков. В 1994 году Чхота Раджан заманил одного из главных партнёров Давуда Ибрагима по наркобизнесу Филлу Кхана в гостиничный номер в Бангкоке, где затем его пытал до смерти. Филлу Кхан разыскивался полицией Индии по обвинению в причастности к организации взрывов в Бомбее в 1993 году.

## Покушения
В сентябре 2000 года Давуд Ибрагим выследил Чхоту Раджана в Бангкоке. Группу киллеров возглавил влиятельный член D-Company Чхота Шакил: выдавая себя за доставщика пиццы он застрелил телохранителя Раджана — Рохита Варму и его жену. Однако, Чхота Раджан сумел избежать расправы, по некоторым данным добравшись до крыши отеля и затем спустившись по пожарной лестнице. Давуд Ибрагим подтвердил факт нападения на Чхоту Раджана в интервью по телефону индийскому новостному агентству Rediff.com и заявил, что Раджан убегая от нападающих выпрыгнул из окна отеля, при падении сломал себе спину и был доставлен в больницу. В 2001 году в Мумбаи члены бригады Чхоты Раджана выследили и застрелили информаторов, выдавших его местонахождение Давуду Ибрагиму.
9 января 2003 года люди Чхоты Раджана в Дубае застрелили в людном месте Шарада, главного финансового менеджера и специалиста по отмыванию денег D-Company. Смерть Шарада нанесла сокрушительный удар по D-Company, поскольку значительная часть финансовой информации о деятельности ОПГ так и не была полностью восстановлена Давудом Ибрагимом.

## Поимка
25 октября 2015 года Чхота Раджан был арестован на Бали индонезийской полицией, экстрадирован в Индию 6 ноября 2015 года, после 27 лет в бегах и стал под стражей ожидать судебного разбирательства по уголовным делам.

## Суд
25 апреля 2017 года специальный суд Центрального бюро расследований в Нью-Дели присудил Чхоте Раджану и трем другим обвиняемым 7 лет строгого режима за подделку паспортов.
2 мая 2018 года суд штата Махараштра признал Чхоту Раджана виновным в убийстве журналиста и приговорил его к пожизненному заключению..

## Личная жизнь
Раджан женат на Суджате Никалдже. У пары есть три дочери: Анкита Никалдже, Никита Никалдже и Хуши Никалдже. Его младший брат Дипак связан с Республиканской партией Индии и депутатом Рамдасом Атхавале.
Друзья и члены банды называли Чхоту Раджана — «Нана», а его группировка была также известна как «Nana Company».

## В кино
В болливудском фильме «Расплата за всё» (2002) есть персонаж Чанду, сыгранный Вивеком Оберой, чьим прообразом послужил Чхота Раджан. Кроме того, фильм «Невыдуманная история» (1999) с Санджаем Даттом в главной роли был основан на жизненном пути Чхоты Раджана.